# Leptogaster crassitarsis
Leptogaster crassitarsis là một loài ruồi trong họ Asilidae. Leptogaster crassitarsis được Frey miêu tả năm 1937. Loài này phân bố ở miền Ấn Độ - Mã Lai.